# Огњена земља
Огњена земља (шп. Isla Grande de Tierra del Fuego) је група острва на крајњем југу Јужне Америке од које је одвојено Магелановим пролазом, укупне површине 73.753 km². Овај архипелаг се састоји од главног острва, Великог острва Огњене земље, са подручјем од 48.100 km² и групом многих острва укључујући рт Хорн. Огњену земљу деле Чиле и Аргентина. Аргентина контролише источни део острва, а западни део припада Чилеу.
Најраније познато насељавање људи на Огњену земљу датира око 8000 п.н.е. Европљани су први пут истражили острва током Магеланове експедиције 1520. године. Европљани се ту нису населили све до друге половине 19. века, на врхунцу Патагонијског гајења оваца и златне грознице Огњене земље. Данас, извлачење нафте доминира економском активношћу на северу Огњене земље, док туризам, производња, и логистика Антарктика доминирају јужним делом.

## Историја

### Праисторија и истраживање Европљана
Најраније познато насељавање људи на Огњену земљу датира око 8000 п.н.е. Јагани су били једни од најранијих познатих народа који су населили Огњену земљу. Археолошка налазишта са карактеристикама њихове културе су пронађена на локацијама као што је острво Наварино.
Име Огњена земља дао је португалски истраживач Фердинанд Магелан; пловећи за Шпанску монархију, 1520. године он је био први Европљанин који је посетио ова острва. Веровао је да је видео много ватри (шп. fuego) Јагана, који су били видљиви са мора, и да су их "Индијанци" чекали у шумама да из заседе нападну његову флоту. Изворно је била "Земља дима", после је име промењено у "Огњена земља".
Године 1525. Франциско де Хокес је био тај који је почео да спекулише да је Огњена земља сачињена од једног или више острва а не део онога што су звали Тера Аустралис. Френсис Дрејк је 1578. научио као и Холандска источноиндијска компанија 1616. више о географији. Следећа експедиција је названа рт Хорн.
На свом првом путовању са ХМС Биглом 1830. године, Роберт Фицрој је покупио четири домороца Огњене земље, укључујући Џемија Батона и довео их у Енглеску. Тројица која су преживела су одведена у Лондон да упознају Краља и Краљицу, и били су једно време познате личности. Вратили су се на Огњену земљу са Фицројом и Чарлсом Дарвином, који је имао обимне белешке о својој посети острвима.

### Колонизација и изумирање Америчких староседелаца (1860–1910)
Током друге половине 19. века, архипелаг је почео попримати чилеански и аргентински утицај. Обе државе су тражиле цели архипелаг на основу права Шпанских колонијалних титула.
Англиканизам је успостављен од стране Британских колонијалиста на острву Кепел на Фолкландским острвима 1885. и 1870. године на Ушуаја на главном острву, које је наставило са обављањем функција током 19. века. Томас Бриџиз (1842–1898) је научио језик и написао јагански речник од 30.000 речи са граматиком док је радио у Ушуаји. Објављен је 20. века и сматра се битним ентолошким радом.
Године 1879. Чилеанска експедиција вођена Рамон Серан Монтанером пише о великим количинама злата у потоцима и речним рукавцима Огњене земље. Ово је изазвало масовне имиграције на главно острво између 1883. и 1909. године. Бројни Аргентинци и Чилеанци су се населили на главном острву, што је довело до сукоба са тамошњим домороцима Селкнам.
Јулије Попер, румунски истраживач, био је један од најуспешнијих предузетника у региону. Добивши права од владе Аргентине да експлоатише злато које нађе на Огњеној земљи, Попер је означен као главна фигура у оном што је названо геноцид над народом Селкнам.
Након контакта са Европљанима, домородачко становништво Селкнам и Јаган је много умањено неравноправном борбом и прогоном од стране досељеника и инфективним болестима за које домороци нису имали развијен имунитет. Данас је свега неколико Селкнама остало. Неки од преосталих Јагана су се населили у Вилу Укика на острву Наварино, док су се други раштркали преко Чилеа и Аргентине.
Након потписивања споразума о граници 1881. године, Огњена земља је подељена између Аргентине и Чилеа; пре тога, обе државе су је сматрали сопственом.
Златна грозница касног 19. века довела је до стварања бројних малих насеобина од стране имиграната као што су Аргентинска насеобина Ушуаја и Рио Гранде и Чилеанска Порвенир и Пуерто Торо.

### Модерна историја (1940–1990)
Године 1945. Чилеанска дивизија КОРФО (Шпанска скраћеница за корпорацију за развој производње) која је имала задатак истраживања нафте остварила је напредак откривања нафте у северном делу Огњене земље. Извлачење је започето 1949. а 1950. године држава је основала ЕНАП (Национална нафтна компанија) која је имала задатак да извлачи нафту. Све до 1960. године, већина нафте која је извучена из Чилеа потиче са Огњене земље.
Током 1940-их Чиле и Аргентина формулишу своја права на Антарктик. Владе обе земље схватају кључну улогу географске близине Огњене земље као подршку њихових тврдњи као и у снабдевању њихових база на Антарктику. 1950-их војска Чилеа оснива Пуерто Вилијамс као против тег монополу Ушуаје који беше једина насеобина на каналу Бигл, зони где је била Аргентина оспоравала границе 1881. године.
1960-их и 1970-их тврдње Аргентине о суверенитету над Пиктон, Ленокс и Нуева острвима на Огњеној земљи доводи две државе у децембру 1978. године до ивице рата. Као одговор на претњу напада Аргентине, минска поља су распоређена и бункери су саграђени на Чилеанској страни Огњене земље. Претња ратом је узроковала да чилеански Пиночетов режим даје логистичку подршку Британцима током Фолкландских ратова 1982. године. Чилеански радар је снабдевао Британце информацијама о кретањима Аргентинских авиона на Огњеној земљи, одакле је Аргентинско ваздухопловство лансирало нападе на Фолкландска острва.
Године 1986. конгрес у Аргентини одлучује аргентински део Огњене земље буде нова провинција, али закон није ступио на снагу до 26. априла 1990. године.

## Природа

### Географија
Овај архипелаг се састоји од главног острва, Великог острва Огњене земље, често називаног једноставно Огњена земља или Велико острво, са површином од 48.100 km² и групом мањих острва. Главно острво је подељено на две државе: 18.507,3 km² односно 38,57% припада Аргентини, док 29.484,7 km², односно 61,43% укупне површине припада Чилеу. Архипелаг је подељен на источно-западни канал, Бигл, одмах јужно од главног острва. Највећа острва јужно од канала Бигл су Хосте и Наварино.
Западни део главног острва, и скоро сва друга острва, припадају Чилеу. Они су део регије Магаљанес и Чилеанског Антарктика, главни гад је Пунта Аренас, који се налази на копну преко мореуза. Највећи чилеански градови су Порвенир, главни град Чилеанске провинције Огњена земља, лоциран на главном острву и, на острву Наварино, Пуерто Вилијамс, који је главни град Чилеанског Антарктика. Пуерто Торо лежи пар километара јужно од Пуерто Вилијамса и највероватније је најјужније село на свету. Најненасељенија острва северно и западно су део Магеланове провинције.
Источни део главног острва, и пар мањих острва у каналу Бигл припада Аргентини. Они су део провинције Огњена земље, Антарктик и острва у јужном Атлантику, и главним градом Ушуајом, највећим градом у архипелагу. Други важан град је Рио Гранде на Атлантској обали.
Дарвинови кордиљери у југозападном делу главног острва садрже много глечера који улазе у океан. Планина Дарвин је највећи врх са висином од 2488 метара.

### Клима
Регион има субполарну океанску климу са кратким, свежим летима и дугим, влажним, умерено благим зимама: падавине су у просеку 3000 мм годишње на западну, али падавине се брзо смањују на источној страни. Температуре су стабилне целе године: у Ушуаји једва да прелазе 9 °C лети и у просеку 0 °C зими. Снег може да падне и лети. Хладна и дуга лета помажу у очувању древних глечера. Најјужнија острва имају субантарктичку климу тундре која чини сађење дрвећа немогућим. Нека подручја у унутрашњости имају поларну климу. Региони у свету који имају сличну климу као и Огњена земља су: Алеутска острва, Исланд, Аљаска, Фарска острва, острво Маквори и острва Херд и Макдоналд

### Флора
Само 30% острва је шумовито, које је класификована као Магеланове субполарне шуме. Североисток чине степе и свеже полу-пустиње.
Шест врста је пронађено на Огњеној земљи: канело (Drimys winteri), Maytenus magellanica, Pilgerodendron uviferum, најјужнији зимзелени четинар на свету, и три врсте јужног листопадног дрвећа: Nothofagus antarctica, Nothofagus pumilio и Nothofagus betuloides. Неколико врста воћа расте на отвореним местима у шуми, као што је приморска јагода (Fragaria chiloensis) и Berberis buxifolia, које су дуго сакупљали и домороци и Европљани. Ове шуме су јединствене у свету јер су се развиле у клими са хладним летима. Ветрови су тако јаки да у подручјима где је дрвеће изложено ветру расте у уврнутим облицима, што је инспирисало људе да им дају име "застава-дрво". Вегетација дрвећа иде толико на југ до острва Естадос, острва Наварино и северног дела Хосте острва. Заједнице патуљасто јужног листопадног дрвећа (Nothofagus) могу се наћи на висинама од 500 метара. Идући даље на југ, острва Воластон и јужни део острва Хосте су Покрвеник субантарктичком тундром.
Шуме Огњене земље су се прошириле изван локалне важности; оне су постале извор дрвећа које се сади на местима са истом климом али која су изворно лишена дрвећа као што су Фарска острва и оближњи архипелази. Већина врста је сакупљена са најхладнијих места Огњене земље, углавном места на граници са тундром. Ово је имало позитивне промене, пошто јаки ветрови и свежа лета на Фарским острвима нису дозвољавали раст дрвећа са сваког региона на свету. Увезена дрвећа користе се као декорација, као завесе против ветра и за борбу против ерозије коју изазивају олује.

### Фауна
Међу значајне животиње архипелага спадају јужњачки папагаји, галебови, гванакои, лисице, водомари, кондори, краљевски пингвини, сове и колибри са ватреном круном.
Канадски даброви, успостављени 1940-их, су се брзо размножили и изазвали значајну штету шумама острва. Влада је успоставила веома распрострањен програм за хватање и убијање даброва на Огњеној земљи.
Као и копно Чилеа и Аргентине, архипелаг може да се похвали једним од најбољих места за пецање пастрмке на свету. Смеђа пастрмка често прелази 9 кг, нарочито у рекама као што су Рио Гранде и Сан Пабло и у језеру Фагнано. Већина ових вода је приватно власништво, са "ухвати па пусти" техникама и риболова мушичарењем.
Воде поред Огњене земље су веома богате разноврсне што се тиче китова. Током година све се више виђа јужни глатки кит као и грбави кит и неки други као плави кит, кит перајар, сеј-кит и Balaenoptera bonaerensis. Канал Бигл је истакнуто подручје за гледање ретких ендемских делфина, као и слабо проучаваних Caperea marginata.
Перајари који настањују подручја укључују јужноамеричке морске лавове, јужноамеричке фоке крзнашице, морске леопарде и гигантске јужне морске слонове.

## Привреда
Данас је главна економска активност пецање, природни гас и извлачење нафте, гајење оваца и еколошки туризам. Туризам добија на важности и све је важнији пошто привлачи бројне имућније посетиоце. Већина туризма је базирана на јужњачким стварима; на пример, и Ушуаја и Пуерто Вилијамс тврде да су најјужнији градови на свету. На Аргентинској страни Огњене земље, влада је промовисала успостављање неколико електроничких компанија.
Производња енергије има кључну улогу економске активности. На Аргентинској страни Огњене земље током периода од 2005. до 2010. године, извлачење нафте и природног гаса је допринело економској производњи регије за 20%.